# جيراردو بيرنال
جيراردو بيرنال (بالإسبانية: Gerardo Bernal Bahena)‏ هو لاعب كرة قدم مكسيكي، ولد في 26 يونيو 1989. لعب مع Murciélagos F.C. ‏.